# Lopas

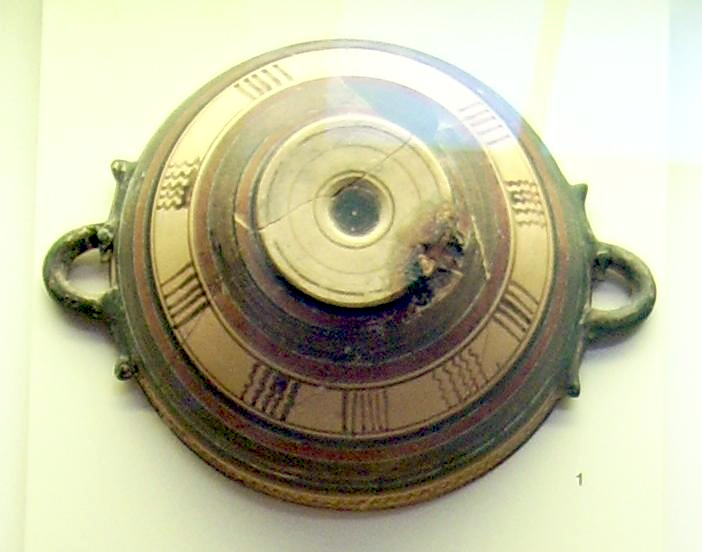
Lopas en el Museo Arqueológico de Olimpia.

Lopas (en griego antiguo: Λοπάς) es una cazuela, olla o plato que usaban los griegos para cocer el pescado y otras preparaciones culinarias.
Partiendo de su morfología, el lexicógrafo Suidas relaciona su nombre con el soros (el sarcófago funerario griego), aunque también la emparenta con el lopadion usado en Siracusa con el nombre de teganon (una especie de sartén). Presenta una o dos asas, tapadera y, a veces, un pitorro o pico vertedor. En otros documentos se describe el lopadión como recipiente para servir el vinagre.